# Acuera labella
Acuera labella är en insektsart som beskrevs av Henry Fairfield Osborn 1938. Acuera labella ingår i släktet Acuera och familjen dvärgstritar. Inga underarter finns listade i Catalogue of Life.